# Mathilde Mukantabana
 (mai 2023).
Mathilde Mukantaba, née en 1958, est une femme politique et diplomate rwandaise née à Butare, qui travaille comme ambassadrice du Rwanda aux États-Unis et ambassadrice non résidente au Mexique, au Brésil et en Argentine.  
Elle est présidente et cofondatrice de l'association à but non lucratif Friends of Rwanda (FORA),.